# Apogonia formosana
Apogonia formosana är en skalbaggsart som beskrevs av Moser 1913. Apogonia formosana ingår i släktet Apogonia och familjen Melolonthidae. Inga underarter finns listade i Catalogue of Life.